# Liopasia andrealis
Liopasia andrealis là một loài bướm đêm trong họ Crambidae.